# Provinciale weg 806
De provinciale weg 806 (N806) is een provinciale weg in de provincies Utrecht en Gelderland die loopt van de N199 bij Bunschoten tot aan de rotonde met de Arkemheenweg net binnen de bebouwde kom in Nijkerk.
De weg is uitgevoerd als 60-km zone. Langs de weg staat in de buurtschap Holk nog de oude basisschool met bovenmeesterswoning. De weg begint bij de kruising met de N199 als Oostelijke Randweg, vanaf de eerste rotonde gaat hij rechtsaf verder als Nijkerkerweg tot aan de kruising met de Zevenhuizerstraat. Het deel tussen de Zevenhuizerstraat en de rotonde net binnen de bebouwde kom van Nijkerk heet Bunschoterweg.
Vroeger liep de N806 nog verder naar de N301 over de Holkerweg, maar door de bouw van een nieuwe woonwijk en het onaantrekkelijk maken van de doorgaande weg stopt de N806 bij de rotonde met de Arkemheenweg, net binnen de bebouwde kom van Nijkerk. Het is nu de bedoeling dat het verkeer dat naar de N301 wil verder over de Arkemheenweg rijdt om zo uiteindelijk toch bij de N301 uit te komen.
Het beheer van het deel tussen de provinciegrens Utrecht/Gelderland en de bebouwde kom van Nijkerk is in februari 2011 overgedragen aan de gemeente Nijkerk.
N23 · N194 · N196 · N197 · N198 · N199 · N200 · N201 · N202 · N203 · N204 · N205 · N206 · N207 · N208 · N209 · N210 · N211 · N212 · N213 · N214 · N215 · N216 · N217 · N218 · N219 · N220 · N221 · N222 · N223 · N224 · N225 · N226 · N227 · N228 · N229 · N230 · N231 · N232 · N233 · N234 · N235 · N236 · N237 · N238 · N239 · N240 · N241 · N242 · N243 · N244 · N245 · N246 · N247 · N248 · N249 · N250 · N307

N401 · N402 · N403 · N404 · N405 · N406 · N407 · N408 · N409 · N410 · N411 · N412 · N413 · N414 · N415 · N416 · N417 · N418 · N419 · N420 · N421 · N439 · N440 · N441 · N442 · N443 · N444 · N445 · N446 · N447 · N448 · N449 · N450 · N451 · N452 · N453 · N454 · N455 · N456 · N457 · N458 · N459 · N460 · N461 · N462 · N463 · N464 · N465 · N466 · N467 · N468 · N469 · N470 · N471 · N472 · N473 · N474 · N475 · N476 · N477 · N478 · N479 · N480 · N481 · N482 · N483 · N484 · N487 · N488 · N489 · N490 · N491 · N492 · N493 · N494 · N495 · N496 · N497 · N498 · N501 · N502 · N503 · N504 · N505 · N505 (Andijk) · N506 · N507 · N508 · N509 · N510 · N511 · N512 · N513 · N514 · N515 · N516 · N517 · N518 · N519 · N520 · N521 · N522 · N523 · N524 · N525 · N526 · N527 · N806 · N830 · N848

Cursief vermelde wegen zijn voormalige Provinciale wegen
N23 · N34 · N224 · N225 · N229 · N233 · N271 · N301 · N302 · N303 · N304 · N305 · N306 · N307 · N308 · N309 · N310 · N311 · N312 · N313 · N314 · N315 · N316 · N317 · N318 · N319 · N320 · N322 · N323 · N324 · N325/A325 · N326/A326 · N327 · N329 · N330 · N331 · N332 · N333 · N334 · N335 · N336 · N337 · N338 · N339 · N340 · N341 · N342 · N343 · N344 · N345 · N346 · N347 · N348/A348 · N349 · N350 · N351 · N352 · N375 · N377

N418 · N701 · N702 · N703 · N704 · N705 · N706 · N707 · N708 · N709 · N710 · N711 · N712 · N713 · N714 · N715 · N716 · N717 · N718 · N719 · N720 · N727 · N731 · N732 · N733 · N734 · N735 · N736 · N737 · N738 · N739 · N740 · N741 · N742 · N743 · N744 · N745 · N746 · N747 · N748 · N749 · N750 · N751 · N752 · N753 · N754 · N755 · N756 · N757 · N758 · N759 · N760 · N761 · N762 · N763 · N764 · N765 · N766 · N768 · N781 · N782 · N783 · N784 · N785 · N786 · N787 · N788 · N789 · N790 · N791 · N792 · N793 · N794 · N795 · N796 · N797 · N798 · N800 · N801 · N802 · N803 · N804 · N805 · N806 · N810 · N811 · N812 · N813 · N814 · N815 · N816 · N817 · N818 · N819 · N820 · N821 · N822 · N823 · N824 · N825 · N826 · N827 · N830 · N831 · N832 · N833 · N834 · N835 · N836 · N837 · N838 · N839 · N840 · N841 · N842 · N843 · N844 · N845 · N846 · N847 · N848 · N852 · N855

Cursief vermelde wegen zijn voormalige provinciale wegen.